# Хаджі Леші
Хаджі́ Леші́ (алб. Haxhi Lleshi; нар. 19 жовтня 1913 — пом. 1 січня 1998) — діяч Албанської партії праці, формальний керівник Албанії у часи диктатури Енвера Ходжі.

## Біографія
Леші був одним з керівників партизанської боротьби проти німецьких та італійських окупантів, й за це досі вважається у Албанії героєм. Після приходу до влади комуністів з 1944 до 1946 року займав посаду міністра внутрішніх справ.
1 серпня 1953 року був обраний Головою Президії Народної асамблеї Албанії (тобто формальним керівником держави). Вважався 3-ю людиною в партії (після диктатора Ходжі та прем'єр-міністра Мехмета Шеху). Після самогубства останнього Ходжа здійснив перестановку у керівництві партії, й 22 листопада 1982 року Леші втратив свою посаду, однак репресії його не торкнулись.
Після падіння комуністичного режиму був засуджений 1996 року за геноцид і злочини проти людства до довічного позбавлення волі. Помер у в'язниці.
| політик | Це незавершена стаття про політичного діяча. Ви можете допомогти проєкту, виправивши або дописавши її. |